# ماو و ريكي
ماو و ريكي (بالإسبانية: Mau & Ricky) هما من فرق البوب الفنزويلي اللاتيني وثنائي الريغيتون الذي شكله الأخوان المغني وكاتب الأغاني موريسيو ألبرتو «ماو» ريجليرو رودريغيز (من مواليد 17 أغسطس 1993) وريكاردو أندريس «ريكي» ريجليرو رودريغيز (من مواليد 21 نوفمبر 1990)، وكلاهما من أبناء المغني الفنزويلي ريكاردو مونتانير.

## روابط خارجية
- ماو و ريكي في قاعدة بيانات الأفلام على الإنترنت